# St. Georg (Tettnang)

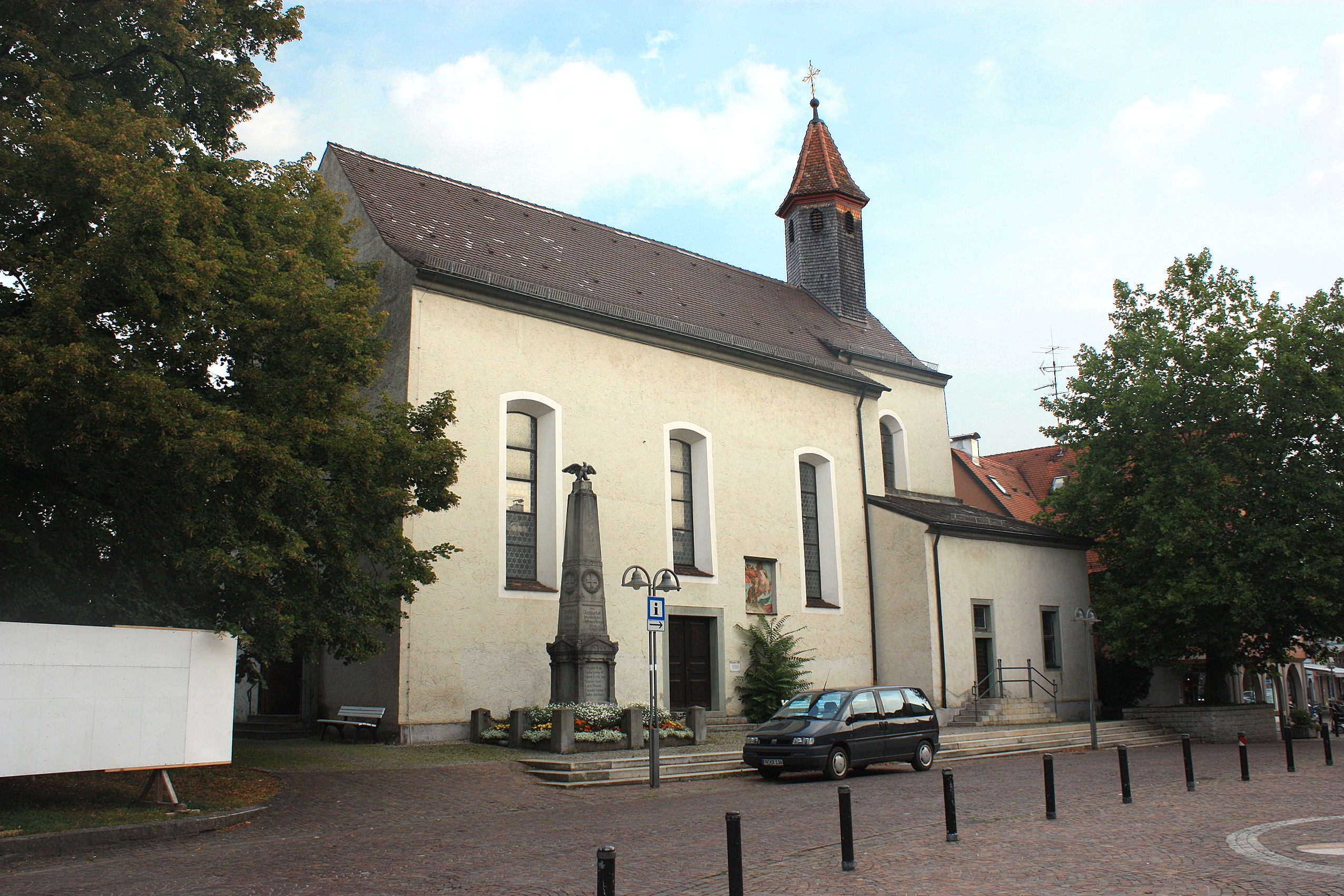
Kapelle St. Georg in Tettnang

Die Kapelle St. Georg in Tettnang, einer Stadt im Bodenseekreis in Baden-Württemberg, ist ein geschütztes Kulturdenkmal. St. Georg steht im Bereich der ersten Besiedlung des Bergsporns, am Rande des nach Norden tief einschneidenden Tobels, am Hauptplatz der Stadt in unmittelbarer Nähe zur Burgstelle, die im 18. Jahrhundert mit dem Neuen Schloss überbaut wurde.

## Geschichte
Die Kapelle wird in einer Stiftungsurkunde von 1436 erstmals erwähnt. Möglicherweise diente St. Georg als Burg- und Hofkapelle, vielleicht war sie die erste Stadtkirche. Wie Burg und Stadt war auch St. Georg 1633 während des Dreißigjährigen Krieges zerstört worden. 1682 wurde die Kapelle unter Graf Johann X. von Montfort wiederaufgebaut.
Es handelt sich um eine Hallenkirche mit Kreuzgewölbe und eingezogenem, flach schließendem Chor mit Chorumgang.

## Ausstattung

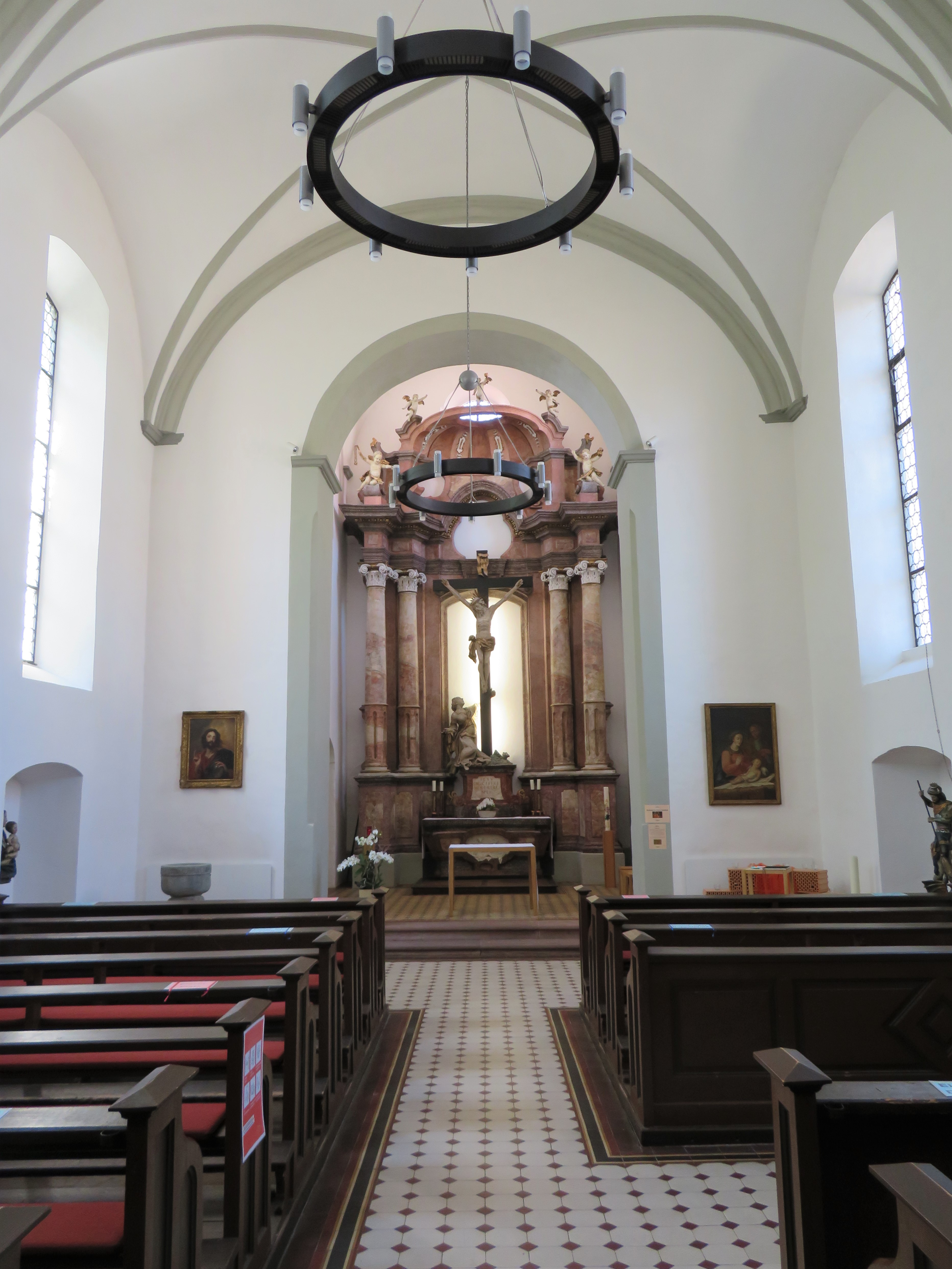
Innenansicht, Blick zum Feuchtmayer-Altar (18. Jahrhundert)

Zu den ältesten Ausstattungsgegenständen zählt der Taufstein aus dem Jahr 1582, an dessen oberem Rand die Namen von drei angeheirateten Montfort-Gräfinnen eingemeißelt sind: Anna von Lobkowitz, Barbara von Fürstenberg und Ursula von Solms.
Der Hochaltar war ursprünglich Bestandteil der barocken Ausstattung, die der Salemer Künstler Joseph Anton Feuchtmayer 1758 für die Kapelle des Neuen Schlosses schuf. Nach der Profanierung der Schlosskapelle im Jahr 1828 versetzte man den Hochaltar zusammen mit zwei Seitenaltären und zwei Kanzeln in die Georgskapelle.
Knapp 50 Jahre später wurden die Seitenaltäre im Rahmen einer Umgestaltung im neugotischen Stil ersetzt und die Kanzeln entfernt. Aus dieser Zeit stammen auch die Empore, die Kirchenbänke und der Boden aus farbig ornamentierten Zementfliesen.
Um 1965 fand eine Umgestaltung mit dem Austausch der neugotischen Seitenaltäre gegen einfache Konsolplatten statt. Außen wurde der brüchige Putz entfernt, und die alten Kastanienbäume an der Südostseite der Kapelle wurden gefällt, weil ihre Wurzeln Schäden am Mauerwerk verursacht hatten.
1999 wurde der sturmgeschädigte Dachreiter repariert und im selben Jahr wurden das Turmgesims, die Firsthaube, die Glockenstuhlschwelle und die Schindelverkleidung erneuert.
Bei einer weiteren Sanierung und Umgestaltung in den Jahren 2017 und 2018 wurde ein neues Beleuchtungskonzept realisiert, und die bis dahin leerstehenden Räume im Chorumgang wurden zu einer Unterkunft für Pilger ausgebaut.

## Orgel

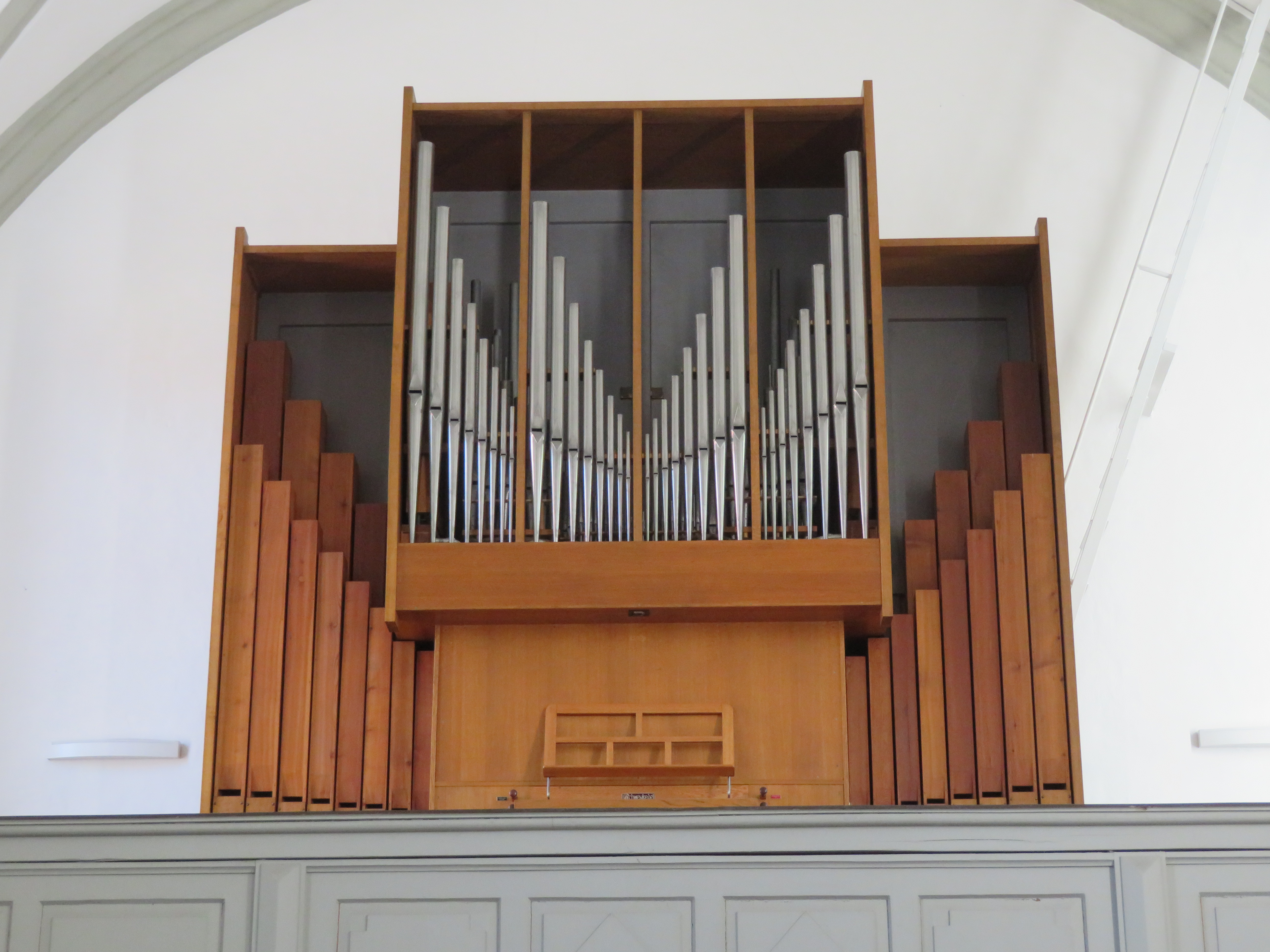
Die Orgel (Baujahr 1964)

Die gegenwärtige Orgel der Georgskapelle wurde ursprünglich 1964 von der elsässischen Orgelbaufirma Schwenkedel für die Kapelle eines Seniorenheims in Lothringen erbaut. Als diese Kapelle abgerissen werden sollte, wurde das Instrument von einem Orgelbauer aus Petit-Réderching gekauft, sorgfältig restauriert und nach Tettnang verkauft. Anfang 2019 wurde die Orgel in der Georgskapelle wieder aufgebaut, und der Stuttgarter Orgelbaumeister Tilman Trefz übernahm die Neuintonation.
Das Instrument hat acht Register, verteilt auf zwei Manuale und Pedal. Die Disposition lautet:
| I C–f3 |                |    |
| 1.     | Rohrflöte      | 8′ |
| 2.     | Praestant      | 4′ |
| 3.     | Sesquialter II |    |

| II C–f3 |           |    |
| 4.      | Bourdon   | 8′ |
| 5.      | Flöte     | 4′ |
| 6.      | Doublette | 2′ |

| Pedal C–d1 |         |     |
| 7.         | Subbass | 16′ |
| 8.         | Bourdon | 8′  |